# Штифтфогт
Штифтфогт (нем. Stiftvogt) — высшая светская должность в епархии в средние века и раннее новое время, наделённая судебными, административными и фискальными функциями (управитель церковных земель). В основном штифтфогты происходили из знатного сословия.